# الرمل الشمالي (اللاذقية)
الرمل الشمالي هو حي يقع في شمال اللاذقية في سوريا، كان عبارة عن مجموعة بيوت وبساتين ثمار في حوالي العام 1950، لكن التطور السكاني غير هذا الحي إلى حي منظم سكانياً ومزدحم. يوجد فيه مسجد الإمام جعفر الصادق، تنتشر المباني الحديثة والعمارات والمحلات التجارية في الحي وقد تطور منذ الخمسينات حتى اليوم كثيرًا.
يسكن بهذا الحي أيضا عائلات من مشايخ العلويين من ال فضة وال حلوم ال سلوم وال حرفوش الذين سكنوا من عام 1950 ويعدون من أول القاطنين في هذا الحي. ويعتبرون انهم تجمعهم جميعا رابطة الدم. كما أن هناك عائلات سنية أصيلة في هذا الحي منها آل انجرو و آل فارس و آل سالوخة و آل شيخ يوسف. يضم الحي عائلات مسلمة ومسيحية من جميع المذاهب .